# Bathythaerus cuneatus
Bathythaerus cuneatus är en musselart som först beskrevs av Powell 1937.  Bathythaerus cuneatus ingår i släktet Bathythaerus och familjen Thraciidae. Inga underarter finns listade i Catalogue of Life.